# Rosangella Barbarán
Rosangella Andrea Barbarán Reyes (Lima, 24 de agosto de 1994) es una política peruana. Es congresista de la república para el periodo 2021-2026. Se desempeñó como presidenta de la Comisión de Economía del Congreso y también de la Mesa de Jóvenes Parlamentarios del Congreso.

## Biografía
Nació en Lima el 24 de agosto de 1994. Estudió en el colegio FAP Manuel Polo Jiménez de Santiago de Surco. 
Es bachiller en Ingeniería Económica y Negocios por la Universidad Científica del Sur.

## Carrera política

### Congresista de la República
En las elecciones generales de 2021, fue elegida congresista de la república por Fuerza Popular, con 22 574 votos, para el periodo parlamentario 2021-2026, convirtiéndose en la congresista más joven de dicho periodo parlamentario.
Participó en la Mesa Directiva de Junta Preparatoria 2021-2026 como segunda secretaria. Durante el periodo 2021-2022, se desempeñó como vicepresidenta de la Comisión de la Mujer y Familia.
Actualmente, durante el periodo 2022-2023, es la presidenta de la Comisión de Economía del Congreso y presidenta de la Mesa de Jóvenes Parlamentarios del Congreso.